# 分福茶釜
《分福茶釜》是全日本所流傳的一則傳說。也被寫成文福茶釜。故事是狸貓出現，看牠變成茶釜來欺騙人的場面為主。

## 故事由來
根據江戶時代的赤本和繪本，茶釜有臉與手腳的狸貓姿態出現和拿傘的走鋼索的姿態變成，那個印象非常廣泛甚至被拿來當笑話而流傳下來。。無論如何都是以狐狸報恩為主題的「日本昔話大成」之中的「狐狸與伯樂」還有「狐狸妓女」這些與其同種類的傳說。
那個起源傳說是來自群馬縣舘林市的茂林寺，茂林寺現在也被認為是有狸貓變成的茶釜的流傳之地。茂林寺有茶釜是，從1394年到1428年之間的住持守鶴最愛用的茶釜，如果在裡面倒入一次水的話，一整天都可以持續有水而源源不絕，這樣的傳說也被流傳(松浦清山著「甲子夜話」裡收入)。
關於「分福」的由來有好幾種說法。這個茶釜有著幾個很好的力量，變得有著連中間的福給分成特別強烈的力量便是其由來，「把福氣來分給大家的茶釜」這樣的意思而被稱為分福茶釜和還有一說是倒入的水在沸騰時突然發出「福福」的聲音，而成為「分福」這樣的說法，不過到底哪個是真的並不清楚。

## 故事概要
很久很久以前，有一個很貧窮的老爺爺看見一隻中了陷阱的狸貓，他覺得牠很可憐就把牠給放生了。在那天夜裡，那隻狸貓出現在老爺爺的家，為了感謝老爺爺的幫助，就提議說把變成茶釜的自己給賣了並換取金錢。隔天，老爺爺把茶釜給賣給一位老和尚。老和尚把茶釜拿回寺裡，有一天想煮茶，就請小和尚把茶釜裝滿水並在架子上用火煮沸水，但變成茶釜的狸貓忍受不了熱，所以就變回一半的姿態，狸貓就以那樣的姿態逃回到了老爺爺的家。接下來狸貓，牠提議變成走鋼索茶釜，讓老爺爺成為賣藝的，並讓附近的居民開開眼界。狸貓的舉動讓老爺爺變得富有，因此狸貓牠有了新朋友與家之後從此不寂寞，此故事只是狸貓為了想要對恩人報恩，而奮不顧身的幫助他。
有另一種版本，就是受不了熱的狸貓變回原形後，牠並沒有逃走，因此又變回茶釜的模樣。感到驚訝的老和尚決定不再用它來煮茶，決定把它供奉在寺廟裡。聽說寺廟裡有個會跳舞的茶釜，在此消息傳開後，香客絡繹不決，都想來寺院看看這玩意，並讓寺院名聲遠播，也讓寺廟的經濟情況有了好轉。

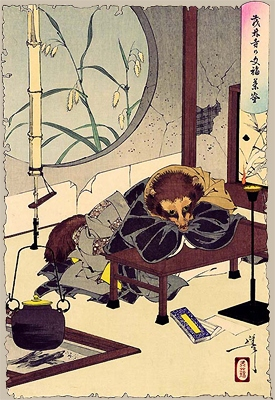
月岡芳年畫『新形三十六怪撰』裡的「茂林寺的文福茶釜」。說明狸貓化身為和尚以這樣的見解為基礎而被描繪。

茂林寺的傳說是守鶴這個和尚是狸貓變的來守護寺廟，他的茶釜有著燒開也取不盡，用不竭的茶水。一般來說，妖怪討厭鐵，不過這個狸貓卻變成鐵的茶釜表示這可能是招錢的精靈。

## 根據柳田國男的分析
根據民俗學者柳田國男的研究，這個故事基本上是以狐狸報恩為基礎，並以動物與人類談判為傳說的骨幹，即<動物援助>，而被選擇的人類是由神所派遣的鳥獸來賜予財富的。藉由解救動物來得到報恩。。

## 別傳
山形縣米澤市南原橫堀町的常慶院也有這個類似的傳說流傳下來，不過這裡不是狸貓而是狐狸登場。

## 其他
海膽的一種・ブンブクチャガマ的名稱是來自於分福茶釜。毛球的外表樣子看起來像狸貓所以被這樣命名了。

## 相關項目
- 茂林寺的釜
- 狸囃子、日本童謠《証城寺的狸囃子（日语：証城寺の狸囃子）》
- 松浦清山

## 外部連結
- （日語）群馬縣館林市的曹洞宗茂林寺 （页面存档备份，存于）
- （日語）館林觀光導覽 茂林寺
- （日語）米澤市南原横堀町的常慶院
- （日語）分福茶釜 Digital EHON site （页面存档备份，存于）